# جايسون وول
جايسون وول (بالهولندية: Jason Wall)‏ (10 ديسمبر 1991 في كوراساو - ) هو لاعب كرة قدم هولندي في مركز الظهير. شارك مع منتخب كوراساو لكرة القدم. أما مع النوادي، فقد لعب مع فيلم تو تيلبورغ و.

## وصلات خارجية
- جايسون وول على موقع قاعدة بيانات كرة القدم.إي يو (الإنجليزية)
- جايسون وول على موقع ناشيونال فوتبول تيمز (الإنجليزية)
- جايسون وول على موقع Soccerway.com (الإنجليزية)